# 讀書岩石刻
讀書岩石刻位於四川省南充市閬中市，文物遺址年代判定為宋、明、清。2002年12月27日公佈為四川省第六批省級文物保護單位。併入大象山石刻。